# Ситинська Надія Миколаївна
Надія Миколаївна Ситинська (рос. Надежда Николаевна Сытинская; 7 березня 1906, Таллінн — 4 липня 1974, Санкт-Петербург) — радянський астроном.

## Наукова біографія
Закінчила Ленінградський університет. Потім працювала науковим співробітником Ташкентської обсерваторії. З 1930 і до кінця життя науковий співробітник обсерваторії Ленінградського університету (з 1951 — професор). Дружина астронома В. В. Шаронова.
Основні наукові праці присвячені дослідженням планет і метеорів. На підставі спостережень метеорного дощу Драконід (1933, 1946) отримала оцінки щільності і визначила структуру рою. У 1930–1940 розробила методику фотографічної фотометрії метеорів на основі спостережень з двох пунктів з використанням обтюратора, застосувала її до обробки спостережень, створила метод оцінки мас метеорних тіл. Розвинула і удосконалила ряд методів фотографічної фотометрії, застосувавши їх до дослідження різних небесних тіл, головним чином Місяця і Марса. Дала оцінки оптичних параметрів атмосфери Марса і атмосферного тиску на поверхні планети (20 мбар), згодом підтверджені спостереженнями з автоматичних міжпланетних станцій. У 1946 ввела поняття про «фактор гладкості», який визначає ступінь шорсткості поверхні планети, досліджувала візуальну відбивну здатність різних місячних об'єктів, порівнявши їх з земними породами і метеоритами. Вивчивши питання про вплив ударів і вибухів метеоритів на структуру місячної поверхні, сформулювала «метеорно-шлакову» теорію будови зовнішнього покрову Місяця, пояснивши утворення реголіту дробленням, частковим розплавленням і спіканням місячних порід. Згодом саме ця теорія була підтверджена при посадці на місячну поверхню радянської автоматичної станції «Луна-9» та інших апаратів. Автор книг «Абсолютна фотометрія протяжних небесних об'єктів» (1948), «Природа Місяця» (1959) та ін

## Наукові та наукова-популярні публікації
- Сытинская H. H. Абсолютная фотометрия протяжённых небесных объектов, Л., изд-во ЛГУ, 1948
- Сытинская Н. Н. Есть ли жизнь на небесных телах? Изд АН СССР, 1950
- Сытинская Н. Н. Есть ли жизнь на других планетах? Госкультпросветиздат, 1952
- Сытинская Н. Н. Луна и её наблюдение. М.: Тех.-теор. лит., 1956
- Сытинская H. H. Природа Луны. М.: Физматгиз, 1959